# Tilt Cove
Tilt Cove é uma pequena cidade localizada na província canadense de Terra Nova e Labrador. De acordo com o censo canadense de 2016, a cidade tinha uma população de 5 habitantes, o que a torna o menor município de Terra Nova e Labrador, e um dos menores do Canadá.